# Javni interes
Javni interes v slovenski zakonodaji omenja Zakon o splošnem upravnem postopku, in sicer v 144. členu in posredno nakaže kaj bi to bilo v 2. odstavku le tega.
Nujni ukrepi po 4. točki prejšnjega odstavka so podani, če obstaja nevarnost za življenje in zdravje ljudi, za javni red in mir, za javno varnost ali za premoženje večje vrednosti.
Javni interes je poleg naštetega pravzaprav vsak v pravnem predpisu utemeljen interes, ki se je tja vpisal po demokratičnem postopku, kjer se je uskladil interes večine državljanov. Na primer, omejitev hitrosti v naselju je določena v področnem predpisu in to je javni interes, konkretno določen v pravnem predpisu. 
Na splošno je javni interes širšega pomena kot je določeno v zakonodaji. V tem okviru so denimo tiste dobrine, ki sicer nastajajo na področju zasebnega interesa, vendar so tako pomembne za skupno življenje, npr. zasebno zdravstvo ali šolstvo, da po ustreznem postopku, s podeljevanjem koncesij denimo postanejo del javnega interesa